# Ignace-Albert de Riegg
Ignaz Albert Riegg, à partir de 1824 chevalier von Riegg (né le 6 juillet 1767 à Landsberg am Lech, mort le 15 août 1836 à Augsbourg) est évêque d'Augsbourg de 1824 à sa mort.

## Biographie
Joseph Ignaz Alexius, son nom de baptême, est le neuvième enfant du tanneur et bourgmestre de Landsberg Ignaz Riegg et de son épouse Theresia Schilk. Après la mort prématurée de sa mère, son père se marie une deuxième fois, puis une troisième fois. Au total, 20 enfants naissent de ces relations. Le garçon est élève de l'école latine de Landsberg et, à partir de 1781, du gymnasium de l'abbaye de Polling. En 1785, il termine ses études à Munich (de).
À 18 ans, il entre dans la communauté des chanoines réguliers de saint Augustin et reçoit le nom religieux Ignaz Albert, qui lui restera pour toujours. Le 6 juillet 1788, il prononce ses vœux religieux. Il est ordonné prêtre le 29 septembre 1790. Pendant quelques mois seulement, le jeune ecclésiastique assume la pastorale de la paroisse d'Oderding, qu'il peut assurer depuis le monastère. Le 6 novembre 1791, il se rend à Munich et en 1794 au lycée de Neuburg an der Donau, où il est professeur de mathématiques et de physique. En 1798, Rieeg devient recteur du lycée, qui est dissous un an plus tard. Il prend ensuite la direction du séminaire d'études ainsi que la responsabilité du Collegium Academicum Nobilium, qui n'existe que pendant une courte période.
En 1803, il reprend la paroisse d'Allersberg (diocèse d'Eichstätt), qu'il avait entretenue par un vicaire permanent payé par lui. Quelques semaines plus tard, Riegg est nommé commissaire des écoles supérieures et des études de la province de Neuburg an der Donau. La bibliothèque provinciale de Palatinat-Neubourg (de) située sur le Danube lui est cédée en août 1804 et parallèlement en décembre de la même année on lui attribua la paroisse de Monheim, plus proche de son domaine d'activité, mais où il entretenait un vicaire en raison de ses autres tâches diverses. De plus, en septembre 1805, l'ecclésiastique reçoit le rang et les privilèges d'une véritable direction régionale et du département des affaires scolaires pour toute la province de Palatinat-Neubourg. En 1807, il se retire dans sa paroisse de Monheim, dont il s'occupe jusqu'en 1821.
En février 1821, Riegg est nommé curé de l'église Notre-Dame de Munich par le roi Maximilien Ier et, après la création de l'archidiocèse de Munich et Freising, est élevé au chapitre de la cathédrale. Le monarque choisit l'ecclésiastique comme confesseur.
Le 4 mars 1824, le roi Maximilien le nomme évêque d'Augsbourg. Le pape Léon XII accepte Riegg le 24 mai de la même année. Quelques semaines plus tard, le 11 juillet 1824, il est ordonné évêque dans la cathédrale de Munich par l'archevêque Lothar Anselm von Gebsattel (de). L'intronisation a lieu le 18 juillet 1824 dans la cathédrale d'Augsbourg. Trois jours après sa nomination solennelle comme évêque d'Augsbourg, le roi régnant lui remit la Croix de chevalier de l'ordre du mérite civil, qui équivalait à l'élévation à la noblesse personnelle de la classe des chevaliers.
L'évêque conseille le roi Louis Ier sur la reconstruction de la vie monastique en Bavière, organise la publication d'un nouveau catéchisme et tente avec succès de revitaliser la pastorale dans son diocèse. Le rétablissement des abbayes bénédictines a lieu pendant son épiscopat. En 1834, le roi Louis approuve l'ouverture d'un prieuré à Ottobeuren et de l'abbaye Saint-Étienne d'Augsbourg, à laquelle est rattaché en 1835 l'institut d'études catholique, rouvert sept ans plus tôt.
Dans le conflit des mariages mixtes bavarois, l'évêque soutient les ordres du gouvernement royal. À cet égard, il demande à son clergé de suivre les exigences de l'État afin d'éviter d'éventuels affrontements. Ainsi les prêtres ne doivent pas exiger des instructions écrites des mariés concernant l'éducation catholique future des enfants ; cependant, s'ils ne souhaitent pas élever leurs enfants comme catholiques, la cérémonie du mariage doit être confiée au bureau paroissial protestant.
Pour son attitude conciliante envers la famille royale bavaroise, le roi Louis Ier lui décerne la croix de commandeur de l'ordre du Mérite civil de la couronne de Bavière en 1830.
Au cours d'un long voyage de visite, qui conduit également l'évêque en Autriche et en Suisse, Riegg tombe malade. Il cherche en vain la guérison à Bad Gastein. L'évêque décède le 15 août 1836. Les funérailles en grande pompe, suivies de trois jours de sonnerie de toutes les cloches de la ville, ont lieu quatre jours plus tard. Le clergé protestant exprime sa gratitude au défunt, qui tenta de promouvoir la détente entre les deux grandes confessions pendant son épiscopat, en assistant à la cérémonie funéraire en costume officiel. L'évêque est enterré devant la chapelle Sainte-Gertrude de la cathédrale d'Augsbourg.